# Rhyacophila occidentalis
Rhyacophila occidentalis là một loài Trichoptera trong họ Rhyacophilidae. Chúng phân bố ở miền Cổ bắc.